# 齊伯尼·查馬修瓦斯基
齊伯尼·查馬修瓦斯基（波蘭語：Zbigniew Zamachowski，1961年7月17日—）是波蘭著名男演員。
查馬修瓦斯基畢業於羅茲電影學院，於1981年開始其演員事業，在1989年參與演出克里斯多夫·奇士勞斯基的影片系列：十誡中的第十部份(Thou Shalt Not Covet Thy Neighbor's Goods)。四年後，在奇士勞斯基的三色之白中擔綱演出主角卡洛卡洛（Karol Karol）。
1985至1997年間，他在 The Studio Theater 中演出，而從1997年起他則定期在華沙的國家戲劇院演出。

## 外部連結
- Zbigniew Zamachowski在互联网电影资料库（IMDb）上的資料（英文）